# Mick Cullen
Mick Cullen (Glasgow, 1931. július 3. – 2024. szeptember 2.) válogatott skót labdarúgó, csatár.

## Pályafutása

### Klubcsapatban
A Luton Town saját nevelésű játékosa, ahol 1951 és 1958 között játszott a felnőtt csapatban. 1958 és 1962 között a Grimsby Town, 1962 és 1965 között a Derby County labdarúgója volt. A Wellington Town csapatában fejezte be az aktív játékot.

### A válogatottban
1956-ban egy alkalommal szerepelt a skót válogatottban.

## Statisztika

### Mérkőzése a skót válogatottban
| Skócia | Skócia         | Skócia                | Skócia | Skócia   | Skócia   | Skócia     | Skócia | Skócia  |
| #      | Dátum          | Helyszín              | Hazai  | Eredmény | Vendég   | Kiírás     | Gólok  | Esemény |
| ------ | -------------- | --------------------- | ------ | -------- | -------- | ---------- | ------ | ------- |
| 1.     | 1956. május 2. | Glasgow, Hampden Park | Skócia | 1 – 1    | Ausztria | barátságos | -      |         |
|        | Összesen       |                       |        | 1        | mérkőzés |            | 0      | gól     |